# 수학여행 (영화)
"수학여행"(School Excursion)은 한국에서 제작된 유현목 감독의 1969년 드라마 영화이다. 구봉서 등이 주연으로 출연하였고 성동호 등이 제작에 참여하였다.

## 출연

### 주연
- 구봉서
- 문희
- 황해
- 장동휘

### 조연
- 정민
- 이수련
- 안인숙
- 최봉
- 한은진
- 장혁
- 양훈
- 성소민
- 김동원
- 전영주
- 고민보(아역)

## 줄거리
선유도 국민학교 분교의 김선생은 섬 밖을 구경해 보지 못한 섬아이들을 데리고 서울에 수학여행을 갈 계획을 세운다. 학부모들의 반대에도 불구하고 선생과 아이들은 배를 타고 군산으로 가서 서울행 기차를 탄다. 서울에서 종로국민학교 아이들과 자매결연을 맺고 서울 아이들의 집에서 선유도 아이들은 하루밤을 보내게 된다. 

## 수상
- 이상현 - 청룡영화상 각본상
- 아역들 - 청룡영화상 특별상(집단연기)

## 기타
- 조명: 차정남
- 녹음: 이경순
- 미술: 김호근
- 소품: 추교환